# Eversmiling Liberty
Eversmiling Liberty (Edition KB 378) ist ein Chorwerk, das 1990 von den beiden dänischen Komponisten Jens Johansen und Erling Kullberg geschaffen wurde. Der Stoff basiert auf Judas Maccabaeus, einem Oratorium von Georg Friedrich Händel.
Die Themen rund um Fremdherrschaft, Unterdrückung und dem Streben nach Freiheit werden darin musikalisch verarbeitet und mit Rock-, Jazz- und Popelementen ausgestaltet. Geschrieben wurde Eversmiling Liberty für Chor, Alt, Tenor und Band. Herausgegeben wurde Eversmiling Liberty beim Chorverlag Edition Egtved, welcher zum Wilhelm Hansen Musikforlag gehört.

## Inhalt
Das Stück ist in zwei Teile unterteilt. Der erste Teil (Part 1) wiederum enthält zehn Stücke, der zweite (Part 2) deren zwölf.
Die Titel der einzelnen Stücke lauten:
1. Mourn
2. Oh Father
3. Grant a Leader Bold and Brave
4. Judas Shall Set the Captive Free
5. Call Forth Thy Powers
6. Come, Eversmiling Liberty
7. Lead On
8. Disdainful of Danger
9. No Unhollowed Desire
10. Hear Us, Oh Lord
11. Fallen Is the Foe
12. Zion Now Her Head Shall Raise
13. Ah, Wretched Israel
14. My Arms
15. Sound an Alarm
16. With Pious Hearts
17. Never, Never Bow We Down
18. We Worship God
19. Father of Heaven
20. See, the Conquering Hero Comes
21. Oh Lovely Peace
22. Rejoice, O Judah